# Julia Stephen

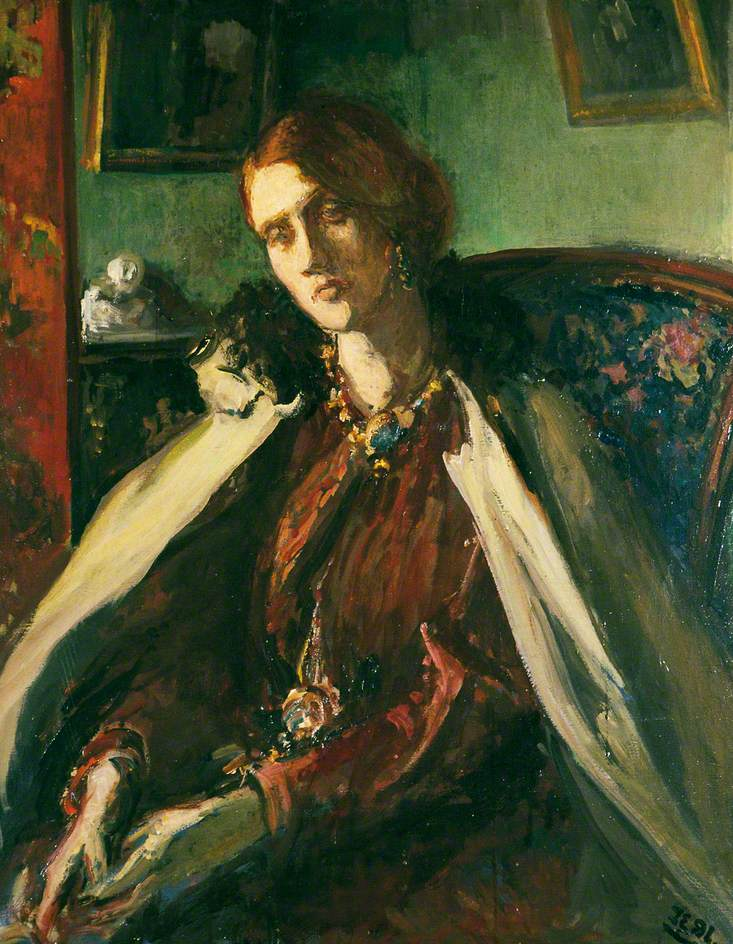
Julia Stephen von Jacques-Emile Blanche

Julia Prinsep Stephen (* 7. Februar 1846; † 5. Mai 1895), geb. Jackson, war eine englische Philanthropin und präraffaelitisches Modell. Sie war die Ehefrau von Leslie Stephen und die Mutter von Virginia Woolf und Vanessa Bell, Mitglieder der Bloomsbury Group.

## Leben

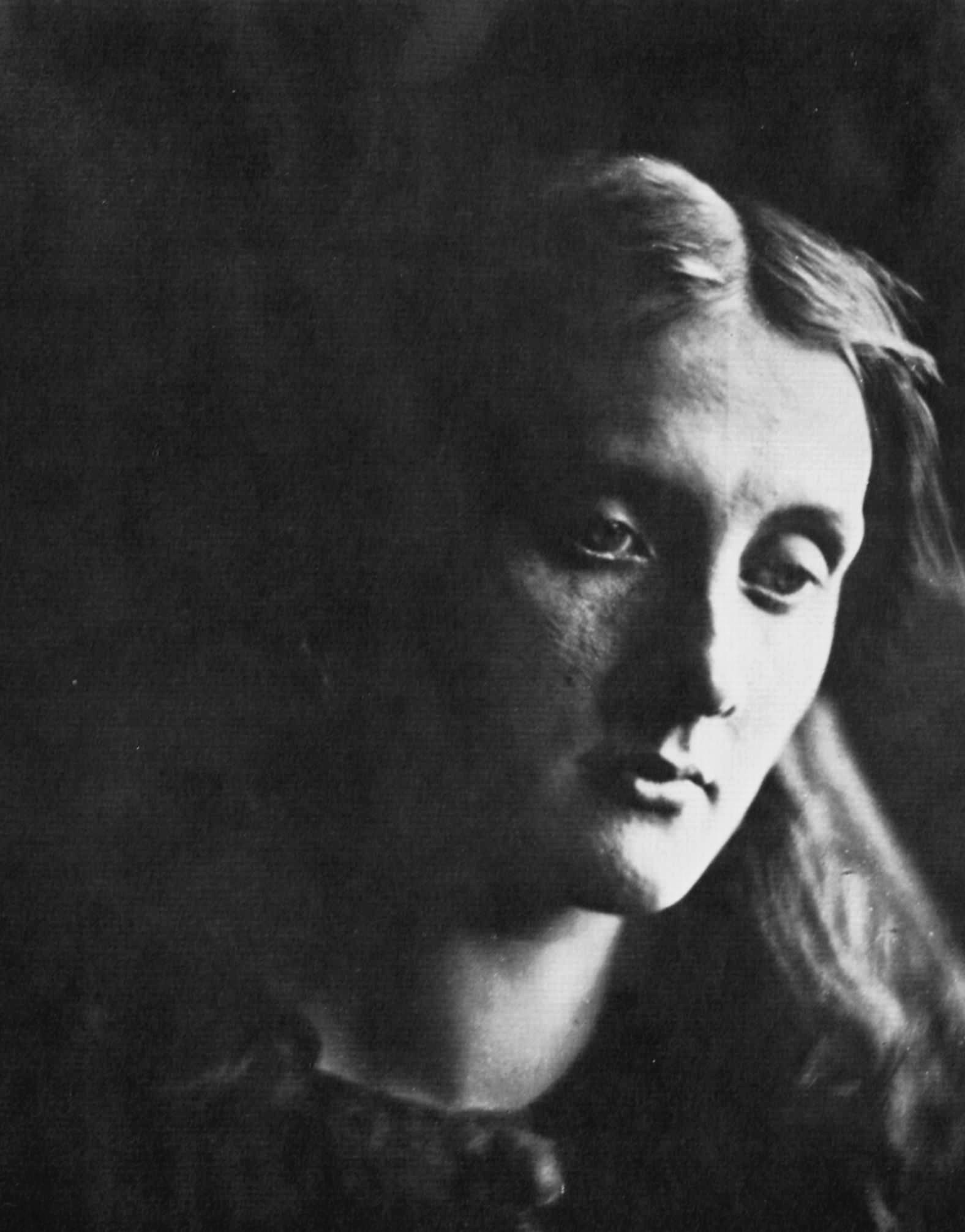
Julia Margaret Cameron: Julia Duckworth (1867)

Julia Stephen wurde in Indien geboren. Ihre Familie kehrte nach England zurück, als sie zwei Jahre alt war. Sie wurde zum bevorzugten Modell ihrer Tante, der Fotografin Julia Margaret Cameron, die über fünfzig Porträts von ihr schuf. Dank einer anderen Tante mütterlicherseits begann sie regelmäßig das Little Holland House zu besuchen, den damaligen Sitz eines bedeutenden literarischen und künstlerischen Kreises. Sie fiel dabei mehreren präraffaelitischen Malern auf, die sie in ihren Gemälden darstellten. 1867 heiratete sie Herbert Duckworth, einen Rechtsanwalt des Obergerichts Großbritanniens, und wurde kurz danach Witwe mit drei Kleinkindern. Schwer getroffen wandte sie sich der Krankenpflege, Philanthropie und dem Agnostizismus zu. Sie fühlte sich zu dem schriftlichen Werk und Leben von Leslie Stephen hingezogen, einem Freund ihrer Schwägerin Anny Thackeray.

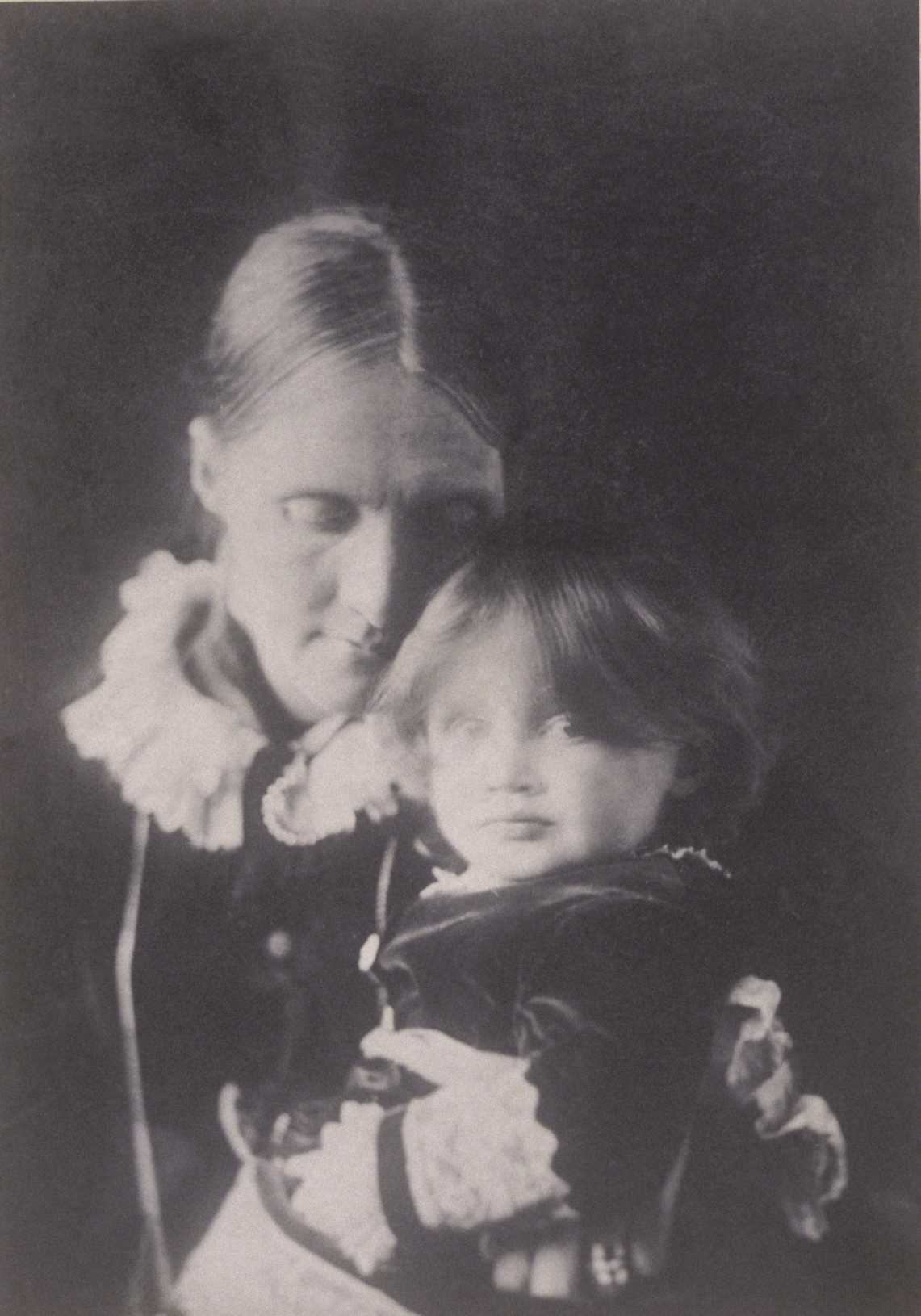
Julia Stephen mit Virginia, 1884. Fotografie von Henry H. H. Cameron

Nachdem Leslie Stephens Ehefrau 1875 gestorben war, wurden Stephen und Jackson enge Freunde und heirateten 1878. Sie bekamen vier weitere Kinder und lebten in 22 Hyde Park Gate, Kensington, London, mit Leslie Stephens siebenjähriger behinderter Tochter. Viele ihrer sieben Kinder und Nachkommen wurden berühmt. Außer ihren Familienaufgaben und dem Modellsitzen schrieb Julia Stephens 1883 ein Buch über ihre Erfahrungen als Pflegerin, Notes from Sick Rooms. Sie schrieb auch Kindergeschichten für ihre Familie, die nach ihrem Tod unter dem Namen Stories for Children veröffentlicht wurden und in der Vertretung der sozialen Gerechtigkeit benutzt wurden. Julia Stephen besaß strenge Ansichten über die Rolle der Frauen, namentlich, dass ihren Leistungen denen der Männer gleichwertig waren, aber in anderen Sphären stattfanden. Sie nahm gegen die Frauenwahlrechtsbewegung Stellung. Die Stephens bewirteten in ihrem Londoner Zuhause und in ihrer Sommerresidenz Talland House in St Ives, Cornwall, zahlreiche Gäste. Letztlich wurden die Aufgaben zuhause und außer Haus eine zu große Last für Julia Stephen, die schließlich 1895 zuhause nach einer Grippeerkrankung starb, als ihr jüngstes Kind elf Jahre alt war. Die Autorin Virginia Woolf liefert viele Einblicke in das häusliche Leben der Stephens in ihren autobiografischen und fiktiven Werken.

## Tätigkeit

### Künstlermodell
Stephens Bekanntheitsgrad richtet sich vorwiegend an ihrer Tätigkeit als Künstlermodell aus. Sie saß nicht nur Modell für präraffaelitische Maler, sondern auch für ihre Tante und Fotografin, Julia Margaret Cameron. Cameron hatte großes Vertrauen in ihre Nichte und fand sie sehr wandelbar. Sie dokumentierte ihre Launen und Grübeleien in mehr als 50 Porträts, mehr als von jedem anderen Sujet. 
Die meisten Bilder von Stephen entstanden zwischen 1864 und 1875. Dazu gehören eine Serie von Seitenansichten im Frühling 1867, davon zwei Abbildungen (310–311) aus ihrer Verlobungszeit. In diesen zeigte Cameron Stephens kühle puritanische Schönheit als Symbol der Ehe, die Cameron die „echte Ehre, die ich über alles schätze“ nannte. In diesen Abbildungen rahmte Cameron die Büste mit schmeichelndem Seitenlicht, welches die Straffheit von Stephens schwanähnlichem Hals und die Stärke ihres Kopfs betont. Diese Darstellung sollte das Heldentum und die Würde, die einem Mädchen mit der Heirat zustehen, zeigen. Indem Cameron ihr Subjekt dem Licht zugewandt platzierte, beleuchtete sie Stephen und deutete eine bevorstehende Aufgeklärtheit an.
Cameron benutzte häufig eine Weichzeichnung, wie in Julia Duckworth 1867 (Abbildung 311). Eines dieser Porträts ist My Favorite Picture of all my works („mein Lieblingsbild aller meiner Werke“) genannt. In diesem Bild sind Stephens Augen niedergeschlagen und von der Linse abgewandt, was einen gefühlvolleren Effekt als die dramatischen Frontansichten von My niece Julia full face („Meine Nichte Julia von vorne“) bewirkt. In diesem Porträt blickt das Subjekt den Fotografen ausdrücklich an, als ob sie sagen würde: „Ich bin, wie du, meine eigene Frau.“ Diese Bildnisse bieten einen Kontrast zu jenen aus ihrer Witwenschaft und Trauer um ihren ersten Mann (1870–1878) mit ihren hageren, blassen Gesichtszügen. In diesen Bildern spielt Cameron auf ein anderes viktorianisches Motiv an: die tragische Heldin, deren Schönheit vom Schmerz zerstört wird.

### Soziale Aktivitäten und Philanthropie

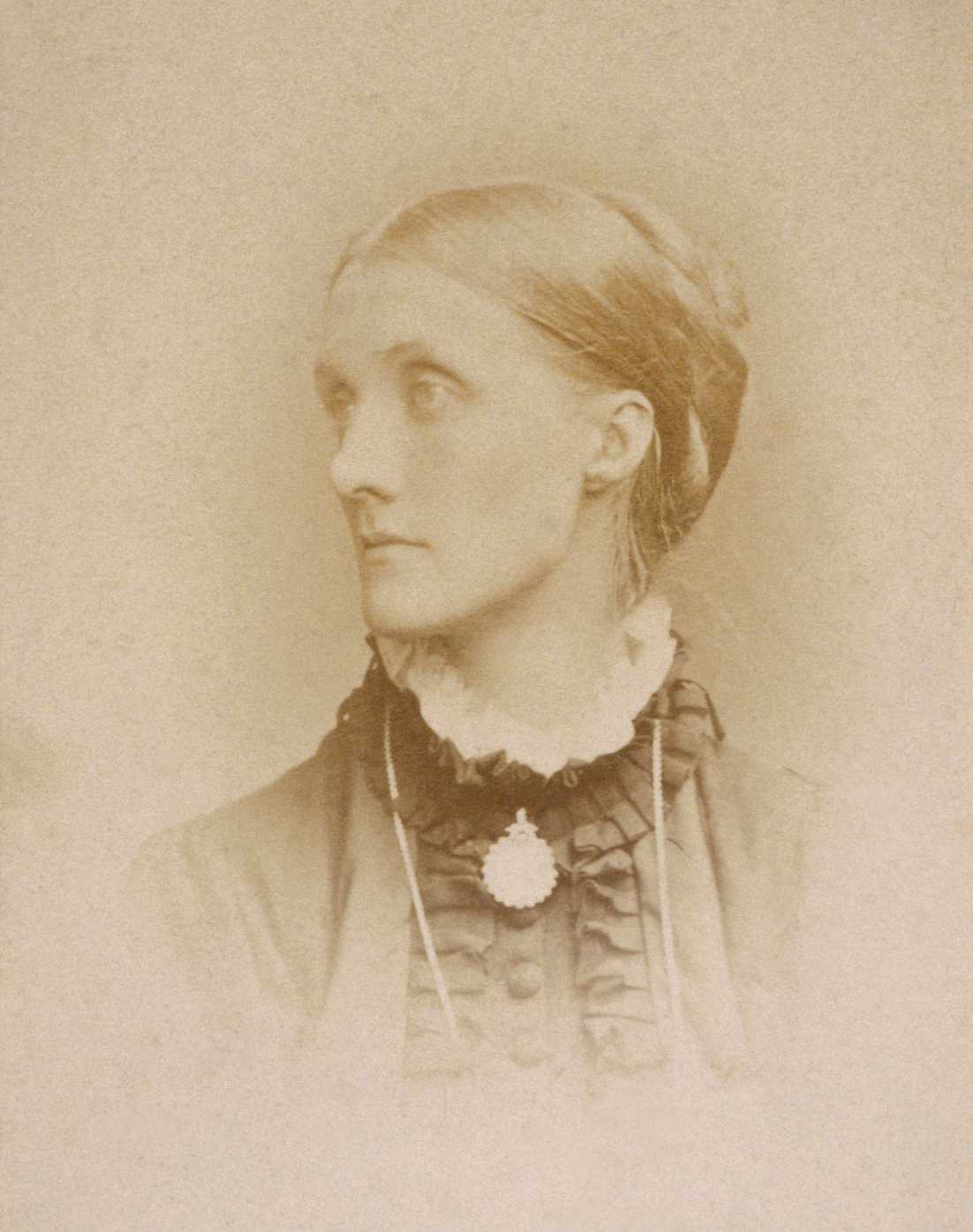
Julia in den 1880er Jahren

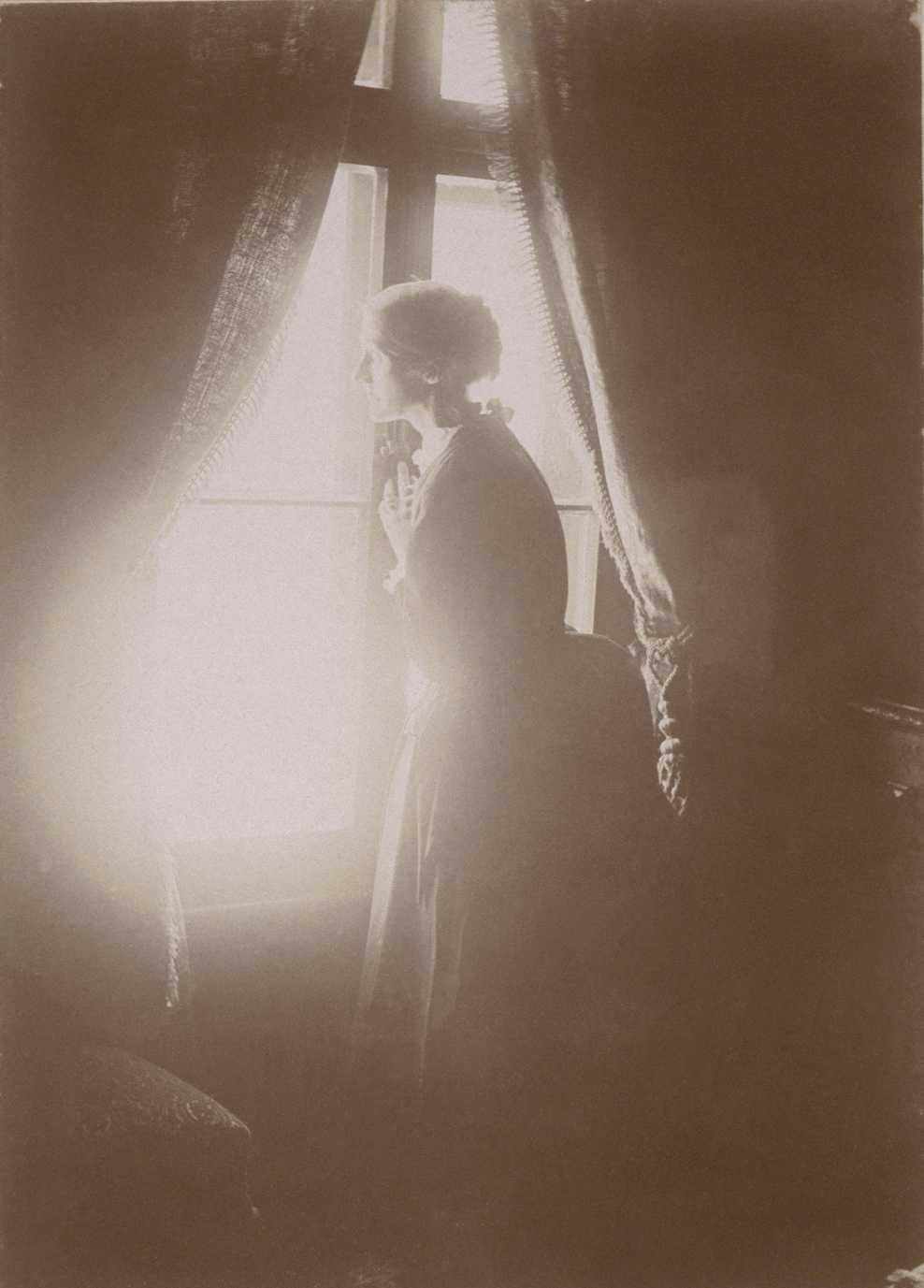
Julia in der Schweiz (1889), von Gabriel Loppé

Außer ihren Beiträgen im Haushalt der Stephen und ihre Teilnahme an den Bedürfnissen ihrer Familie, half sie Freunden und Bittstellern. Sie hatte einen starken Sinn für soziale Gerechtigkeit, reiste mit dem Bus durch London und pflegte die Kranken in Krankenhäusern und Arbeitshäusern. Später berichtete sie über ihre Erfahrung als Krankenschwester in ihren Notes from Sick Rooms („Aufzeichnungen aus den Krankenzimmern“) (1883). Es ist eine Diskussion der guten Pflegepraktiken, die große Sorgfalt für Kleinigkeiten aufweist. Ein bemerkenswerter Abschnitt ist Stephens Beschreibung des Elends, verursacht von „Krümeln im Bett“. Ihre Arbeit war nicht nur praktisch, sie war ebenfalls engagiert, sie veröffentlichte zum Beispiel einen Protestbrief im Namen der Häftlinge des St. George's Union Workhouse in Fulham, welche sie wegen der „Unterwerfung zur Temperance-Bewegung und die folgende Kürzung der halben Bierpinte“ verurteilte. Diese für die verarmten Frauen bestimmte Ration war aufgrund des Drucks der Temperance-Aktivisten entfernt worden (Pall Mall Gazette, 4. Oktober 1879). Sie besuchte diese Einrichtung des Öfteren. Stephens veröffentlichte zwei Briefe unter dem Namen Julia Prinsep Stephen, 13, Hyde Park-gate South, am 3. und 16. Oktober 1879. Stephens schrieb ebenfalls eine leidenschaftliche Verteidigung für agnostische Frauen (Agnostic Women, 8. September 1880), in denen sie Behauptungen, dass Agnostizismus mit Spiritualität und Philanthropie nicht vereinbar sei, bestritt. Sie nutzte auch ihre Erfahrung als Pflegerin der Kranken und Sterbenden in diesen Argumenten.
Von ihrem Zuhause beschreibt Virginia Woolf, dass Stephen eine Seite des Gesellschaftszimmers benutzte, um Rat und Trost zu geben, wie ein „Engel im Haus“. Angel in the house („Engel im Haus“) war der Name eines beliebten Gedichts (1854–1862) dieser Zeit von Coventry Patmore, das zur Metapher der idealen Frau wurde. Virginia Woolf sah eines der Ziele ihrer Generation darin, diese Darstellung zu bekämpfen – „Den Engel im Haus umzubringen gehörte zu den Beschäftigungen einer weiblichen Schriftstellerin“, sagte Woolf in ihrem Aufsatz Professions for Women (1933), den sie an die Women’s Service League las.

### Ansichten
Stephen hatte strenge Ansichten über die Rolle der Frauen in der Gesellschaft. Sie war keine Feministin und wurde als Antifeministin beschrieben. 1889 lieh sie der Gegenbewegung der Frauenwahlrechtsbewegung ihren Namen. Die Novellistin Mary Ward (1851–1920) und die politische Bewegung Oxford Liberal sammelte die Namen des prominentesten intellektuellen Adels, dabei Stephens Freundin Octavia Hill (1838–1912) und fast hundert andere Frauen, die eine Petition namens An Appeal Against Female Suffrage (Ein Anspruch gegen das Frauenwahlrecht) in der Zeitschrift The Nineteenth Century im Juni 1889. Das brachte ihr einen Vorwurf von George Meredith ein, der spöttisch schrieb, dass es „der Einfältigkeit eines Gewerkschaftlers gleichkommen würde, die wahre Mrs Leslie mit solcher unvernünftiger Widersetzlichkeit in Verbindung zu bringen“, und so tat, als ob die Unterschrift einer anderen Frau mit dem gleichen Namen gehören musste. Stephen glaubte eher, dass Frauen ihre eigene Rolle und eigene Vorbilder hatten. Sie sprach mit ihren Töchtern von Florence Nightingale (1820–1910), Octavia Hill und Mary Ward als Vorbilder. Ihre Ansichten über die Rolle der Frauen in der Gesellschaft sind in Agnostic Women klar dargestellt: obwohl Männer und Frauen in verschiedenen Sphären arbeiten, hat ihre Arbeit den gleichen Wert. Jedoch müssen Julias Ansichten über Frauen und den Feminismus ist dem geschichtlichen und kulturellen Kontext, in dem sie lebte, beurteilt werden: sie war durch und durch eine viktorianische Frau der mittleren Oberschicht.
In Stephens speziellen Fall waren die „getrennten Sphären“ umgekehrt angesichts der post-industriellen Konvention dieses Zeitalters. Leslie Stephen arbeitete zuhause und außer Haus. Die Ansichten von Stephen und ihrem Gatten stimmten hauptsächlich mit dem dominanten Ethos ihrer Zeit überein. Wie die „überwiegende Mehrheit ihrer Zeitgenossen waren sie der Meinung, dass Männer und Frauen verschiedene Rollen im Leben hatten, die durch ihre Physiologie sowie ihre Erziehung bedingt waren“. Trotz der Trennung der öffentlichen und privaten Sphäre war Stephen eine Fürsprecherin für den Professionalismus und die Kompetenz der Frauen in diesen Bereichen, eine Ansicht, die in dieser Zeit üblicher wurde. Sie setzte dieser Ansicht ein Beispiel mit ihrer Tätigkeit als Pflegerin.
Ihre Ansichten hinderten auch nicht die Freundschaft mir leidenschaftlichen Aktivisten für Frauenrechte und Frauenwahlrecht, wie die Schauspielerin Elizabeth Robins. Robins erinnerte sich, dass ihr madonnenhaftes Gesicht irgendwie irreführend war: „Sie war eine Mischung aus Madonna und Dame von Welt“ und wenn sie etwas Weltgewandteres sagte, war es „so unerwartet von diesem madonnenhaften Gesicht, dass man dachte, es wäre boshaft“. Julia Stephens war, in vieler Hinsicht, eine konventionelle viktorianische Dame. Sie verteidigte die Hierarchiestruktur der in der eigenen Wohnung lebenden Dienstboten, die Notwendigkeit, diese ständig zu überwachen, und glaubte, dass es ein „enges Verhältnis“ zwischen der Hausdame und ihren Dienstboten gab. Es war diese konventionelle Auffassung, dieses Modell des Frauseins, von dem Woolf sich bewusst distanzierte. Sie beschrieb die viktorianischen Erwartungen der sozialen Konformität als eine „Maschine, in die unsere rebellischen Körper hineingezwungen wurden“.

### Publikationen und andere Schriften
Julia Stephens Literaturkanon besteht aus einem Buch, einer Sammlung Kindergeschichten und einer Anzahl unveröffentlichter Aufsätze. Das erste Buch war ein schmales Buch mit dem Titel Notes from Sick Rooms, das von dem Verlag ihres Gattens, Smith, Elder & Co. herausgebracht wurde im Oktober 1883. Es ist eine Erzählung ihrer Erfahrung als Pflegerin und ein detailliertes Anleitungsbuch. 1980 gab es eine zweite Auflage und eine weitere Auflage wurde zusammen mit Virginia Woolfs On Being III (1926) 2012 veröffentlicht. Das zweite Buch ist eine Sammlung von Kindergeschichten namens Stories for Children, die zwischen 1880 und 1884 geschrieben wurde. Ihre Geschichten neigten dazu, den Wert des Familienlebens und der Tierliebe zu fördern. Teils spiegelten die Geschichten Spannungen in ihrem eigenen Leben wider, wie in Cat’s Meat. Aus diesen Schriftstücken erscheint sie entschlossen, konservativ und pragmatisch mit einer Scharfsinnigkeit, die manche Leute fast schockierte. Obwohl sie während ihrer Lebzeit es nicht fertigbrachte, diese Geschichten zu veröffentlichen, wurden sie letztendlich mit Notes from Sick Rooms und einer Sammlung ihrer Aufsätze, welche im Besitz von Quentin Bell gewesen waren, 1993 veröffentlicht. Stephens schrieb auch einen biografischen Eintrag für Julia Margaret Cameron im Dictionary of National Biography, der zuerst von ihrem Gatten herausgegeben wurde (1885–1891), eine der seltenen Biografien von Frauen in diesem Werk. Diese Unterlassung kritisierte Virginia Woolf mit den Worten: „Es ist bedauerlich, dass in dem Dictionary of National Biography kein Eintrag über Dienstmädchen enthalten ist“. Zu ihren Aufsätzen gehörte Agnostic women in denen sie ihre Philanthropie als Agnostin verteidigte, und zwei andere Aufsätze über die Führung eines Haushalts, besonders bezüglich der Behandlung von Dienstboten.

### Virginia Woolf
Die detaillierte Untersuchung des literarischen Werks von Virginia Woolf hat unvermeidbar zu Spekulationen über den Einfluss ihrer Mutter geführt, einschließlich psychoanalytischen Studien über die Mutter und die Tochter. Woolf gab an: „meine erste Erinnerung, und eigentlich die bedeutendste aller meiner Erinnerungen, ist die meiner Mutter“. Ihre Erinnerungen von ihrer Mutter sind Erinnerungen einer Besessenheit, und sie erlitt ihren ersten schlimmen Nervenzusammenbruch nach dem Tod ihrer Mutter 1895. Der Verlust hatte weitere tiefe, lebenslange Folgen für sie. In vieler Hinsicht ist der große Einfluss von Virginias Mutter in ihren späteren Erinnerungen erkennbar: „Da ist sie; schön, einfühlsam... näher als alle anderen unseres Lebens. Sie erleuchtet unser zufallsbedingtes Leben wie mit einer brennenden Fackel, unendlich edel und reizend mit ihren Kindern“. Woolf beschrieb ihre Mutter wie eine „unsichtbare Präsenz“ in ihrem Leben und Rosenman erörtert, dass die Beziehung zwischen Mutter und Tochter ein konstantes Thema in Woolfs Werk ist. Rosenman beschreibt, dass Woolfs Modernismus im Licht ihrer ambivalenten Beziehung zu ihrer viktorianischen Mutter gesehen werden muss, dem Zentrum ihrer vorherigen weiblichen Identität, und ihrer Reise zu ihrem eigenen Sinn der Unabhängigkeit. Für Woolf war „die Heilige Julia“ zugleich eine Märtyrerin, deren Perfektionismus einschüchternd war, und eine Quelle der Deprivation, durch ihre wirkliche und virtuelle Abwesenheit und ihren frühen Tod. Julias Einfluss und Erinnerung dringt durch Woolfs Leben und Werk. „Sie verfolgt mich“, schrieb sie.